# Earlham
Earlham è una città degli Stati Uniti d'America, situata nello Stato dell'Iowa, nella contea di Madison.